# Gottfried Honegger
Pour les articles homonymes, voir Honegger.
 (janvier 2016).
Si vous disposez d'ouvrages ou d'articles de référence ou si vous connaissez des sites web de qualité traitant du thème abordé ici, merci de compléter l'article en donnant les références utiles à sa vérifiabilité et en les liant à la section « Notes et références ».
Gottfried Honegger, né le 12 juin 1917 à Zurich et mort le 17 janvier 2016 dans sa ville natale, est un artiste et collectionneur suisse. Il a vécu et travaillé à Paris, à Zurich et Mouans-Sartoux (Alpes-Maritimes).

## Biographie
Peintre depuis 1933, Gottfried Honegger poursuit d'abord une carrière de graphiste publicitaire, après des études à l'École des arts appliqués de Zurich. En 1938, il fonde un atelier de graphisme, de décoration et de photographie, réalise des scénographe d'expositions, dont l'Expo nationale de Zurich de 1939 et met sur pied la première exposition itinérante d'art graphique en Suisse. Il se marie avec Warja Lavater une peintre et dessinatrice.
L'artiste s'installe brièvement en 1939 à Paris, où il réalise des paysages et des portraits cubistes. Il séjourne dans les pays scandinaves, en Allemagne et en Union soviétique. Dans les années 1950 il peint des compositions mêlant références à la nature et géométrie. En 1958, il se rend aux États-Unis à New York où il rencontre les expressionnistes abstraits.
Il crée des tableaux monochromes dont la surface est animée par des éléments géométriques et répétitifs de faible épaisseur, qui préfigurent ses "Tableaux-reliefs" et qu'il présente pour sa première exposition personnelle en 1960 à la Martha Jackson Gallery de New York.
La même année, Gottfried Honegger retourne à Paris où il utilise l'informatique pour des dessins programmés par ordinateur. Il y expose et abandonne définitivement ses autres activités pour s'adonner complètement à l'art.
Honegger réalise des Tableaux-reliefs aux formats monumentaux, dont la distribution des couleurs et des formes est confiée au hasard d'un jeu de dés. Puis les Tableaux-reliefs s'émancipent du plan du tableau. Il réalise aussi des "Pliages" à partir de feuilles de métal.
En 1990, il crée l'Espace de l'Art concret au château de Mouans-Sartoux dans les Alpes-Maritimes.
En 2000, il procède avec sa dernière épouse Sybil Albers-Barrier à la donation à l’État français de leur collection d'art, forte de 500 œuvres de 160 artistes (abstraction, minimalisme, art conceptuel). Elle est présentée à l'Espace de l'Art concret, dans un nouveau bâtiment construit par les archives suisses Annette Gigon et Mike Guyer, inauguré le 26 juin 2004.
En 2014, il réalise les vitraux des quatorze baies supérieures de la nef, dans la cathédrale de Liège, avec l'aide du maître verrier de Chartres, Hervé Loire.
En 2015, le musée national d'art moderne lui consacre une rétrospective au Centre Pompidou, puis une exposition de sa dernière donation au musée en 2015.

## Caractéristiques de sa pratique artistique
Reconnu tant aux États-Unis qu'en Europe, Gottfried Honegger est considéré comme l'un des piliers de l'Art concret, avec son compatriote Max Bill et la Française Aurélie Nemours. Il est l'auteur de nombreuses réalisations monumentales.
Il travaille sur le principe des variations à partir d'un seul et même thème : « Volume », « Structure » et « Stèles ».
Tout en conservant l'influence de l'art concret Zurichois de Max Bill et Richard Paul Lohse, Honegger a recours, dans les années 1960 et 1970 à une programmation mathématique verticale, déterminée. Le recours à l'ordinateur lui permet ensuite de développer ses recherches plastiques.
Parallèlement, il développe une œuvre de sculpteur à partir de 1968.
Pour Gottfried Honegger, l'art a une fonction sociale : « Mon père m’a nourri de cette responsabilité sociale que j’ai toujours. Ça veut dire que j’ai besoin de la beauté et du social ». Ce souci des problèmes sociaux le conduit à concevoir un outil pédagogique : « Le Viseur ». Cet instrument est destiné à l'apprentissage du regard pour l'enfant : amélioration de la perception des couleurs, des formes, du rythme... Dans le prolongement de cette innovation, Honegger avait initié en 2015 des activités plastiques pour les enfants handicapés, projet que sa mort quelques mois plus tard ne permet pas de concrétiser.

## Citations
« J'ai 98 ans et j'ai décidé de changer le monde. »

« À mon avis, ce n’est pas l’artiste qui invente l’art. C’est la société elle-même qui détermine le climat dans lequel un certain art pousse. Je pense que tous les intellectuels, dans tous les domaines, au fond, devraient s’engager chacun à sa façon pour la société. Mon idée aujourd’hui, c’est que les artistes sont absents. Ils ne participent pas à la vie politique, sociale du pays. Ils attendent de vendre une œuvre ou d’avoir une commande publique et un point c’est tout. »

## Expositions personnelles (sélection)
- 1960 : Première exposition personnelle à la Martha Jackson Gallery, New York
- 1963 : Galerie Lawrence, Paris
- 1964 : Guggenheim International, New York
- 1966 : Stuttgart
- 1967 : Zurich
- 1972 : Grand Palais, Paris, dans le cadre de « Création artistique en France 1960-1972 »
- 1975 : Participation à la XIIIe Biennale de Sao Paulo
- 1978 : Musée d'art moderne, Paris
- 1984 : Galerie Convergence, Nantes
- 1981 : Le Consortium, Le coin du Miroir, exposition monographique, Dijon
- 2009 : Vingt ans après le bicentenaire de la Révolution en Dauphiné, musée de la Révolution française

Honegger fait l'objet d'une première rétrospective française, entre 1999 et 2001, à la Fondation Cartier à Paris, avant celle importante - en 2015 - que lui consacre le Centre Georges Pompidou.
Début 2016, l'Espace de l'Art concret propose l'exposition « Gottfried Honegger, alpha-oméga », une mise en perspective de ses œuvres de jeunesse (œuvres de jeunesse figuratives) et de ses dernières productions.

## Réalisations monumentales
- 1974 : Volume 19 pour un collège du Banlay, à Nevers
- 1975 : Hommage à Jacques Monod (dans les collections de l'université de Bourgogne) sur le campus de Dijon
- 1979 : Structure 36 pour le LEP des Rompois à Blanzy, en Saône-et-Loire
- 1982 : Monoforme 4 pour le collège Stéphane Mallarmé à Sens

## Décorations
- Commandeur de l'ordre des Arts et des Lettres Il est fait commandeur lors de la promotion du 15 février 1996[9].
- Chevalier de la Légion d'honneur Il est fait chevalier le 19 avril 2000[10] pour récompenser ses 60 ans d'activités artistiques.